# Biotoecus
Biotoecus és un gènere de peixos pertanyent a la família dels cíclids.

## Taxonomia
- Biotoecus dicentrarchus (Kullander, 1989)[2]
- Biotoecus opercularis (Steindachner, 1875)[3][4][5][6][7][8][9]